# Vol Aeroflot 141
Le vol Aeroflot 141 était un vol international reliant Moscou à Prague assuré par un Tupolev Tu-154. Le 19 février 1973, il s’écrasa à 500 m de la piste 25 (aujourd'hui 24) de l'aéroport de Prague-Ruzyně. La plupart des passagers survécurent à l'accident, mais beaucoup périrent dans les flammes de l'incendie qui s’ensuivit. Au total, 66 personnes moururent sur les 100 passagers et membres d'équipage. L'accident fut le premier accident mortel impliquant le Tu-154.
La cause de l'accident ne fut officiellement pas déterminée. Une théorie met en cause un cisaillement de vent, une autre que les pilotes avaient mal mis en œuvre le stabilisateur horizontal. L'enquête montra également que le contrôle des stabilisateurs était compliqué. Cela fut résolu lorsque les avions Tu-154 furent modernisés au standard Tu-154A.